# Hundertwasserhaus
Hundertwasserhaus ve Vídni je jedním z nejznámějších děl architekta, malíře a sochaře Friedensreicha Hundertwassera. Spolu s ním se na návrzích podílel architekt Josef Krawina. Původní funkce domu spočívala v ubytování sociálně slabších lidí, nakonec je spíše turistickou atrakcí. Vídeň se jí může pyšnit od roku 1985, kdy byla dokončena.

## Popis stavby
Vzhled Hundertwasserova domu je odrazem jeho celoživotních tvrzení a myšlenek. Neobsahuje tedy rovné nebo dokonce nějakým způsobem pravidelné linie. Fasáda obsahuje množství pestrých barev a dům je jak zvenčí, tak uvnitř porostlý zelení.

## Galerie

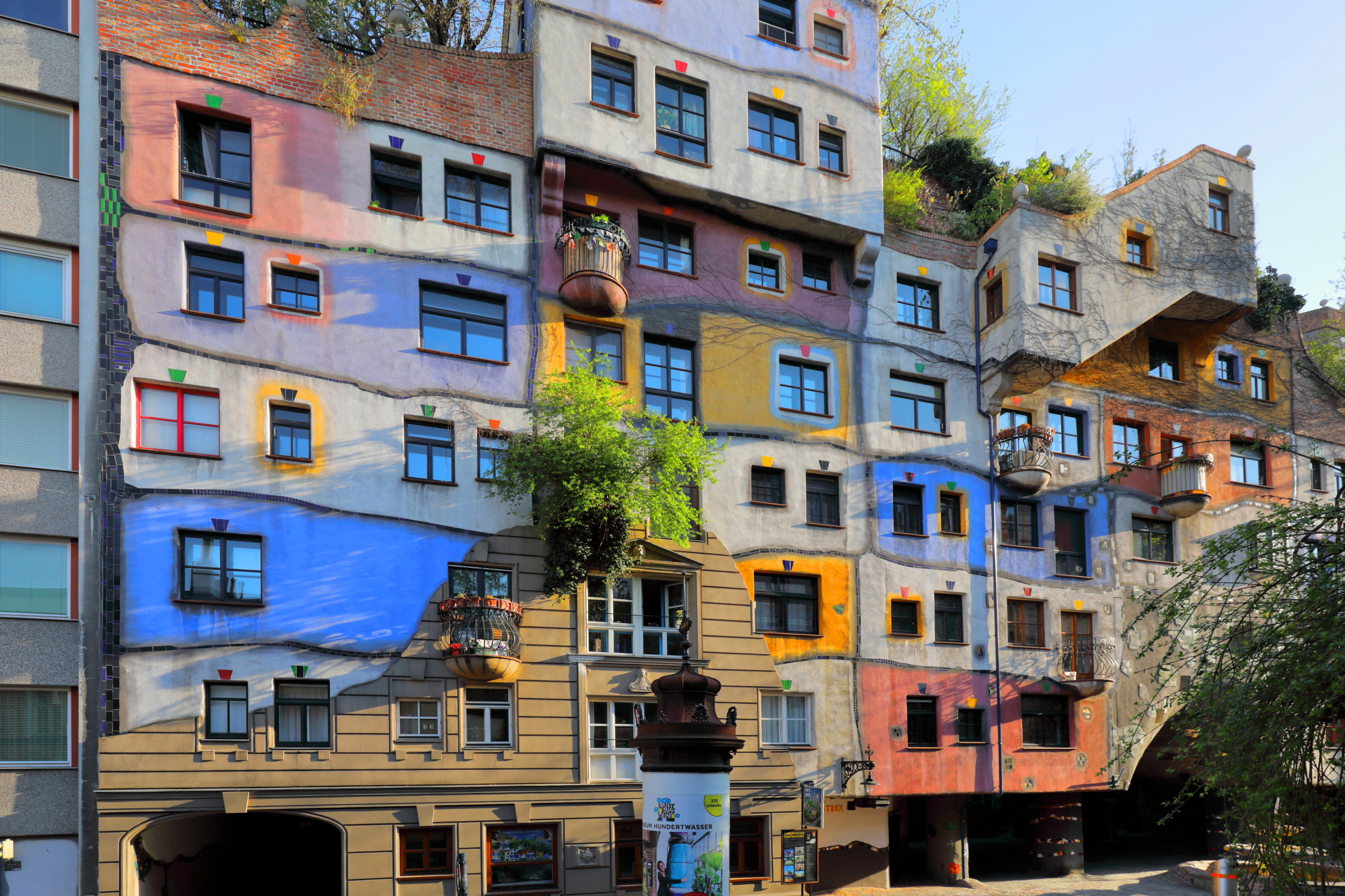
Hundertwasserhaus, Kegelgasse
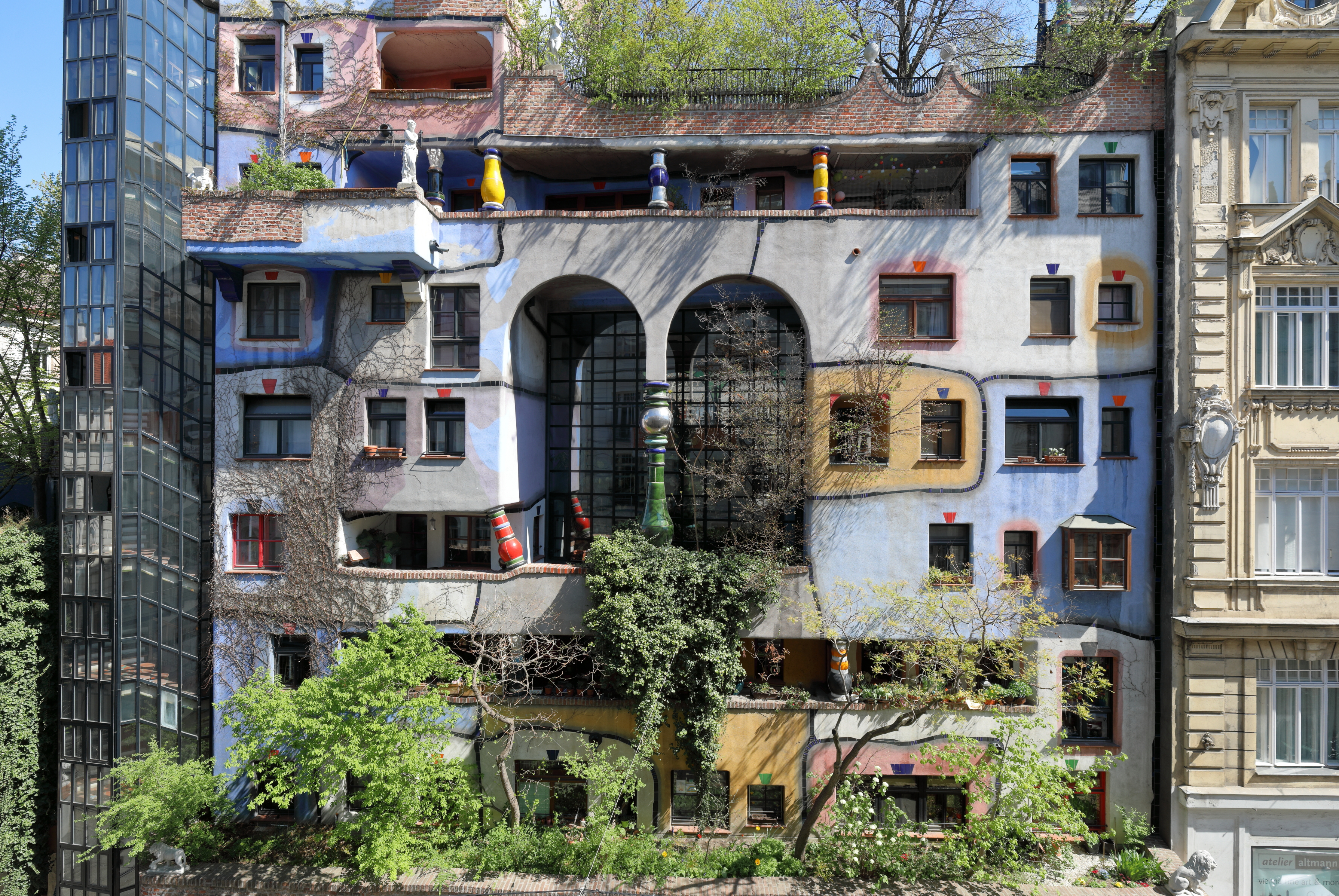
Hundertwasserhaus, Löwengasse
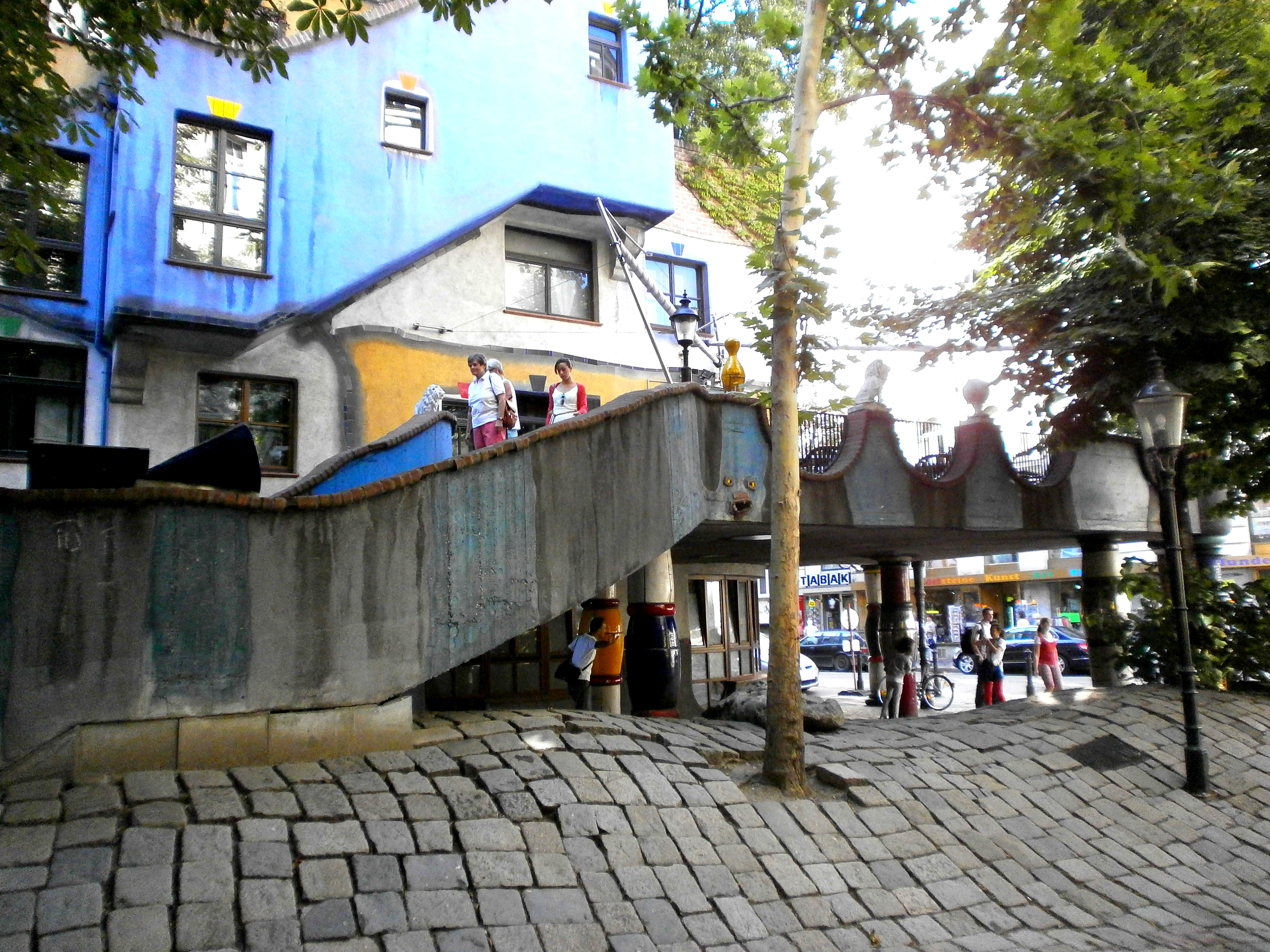
Hundertwasserhaus
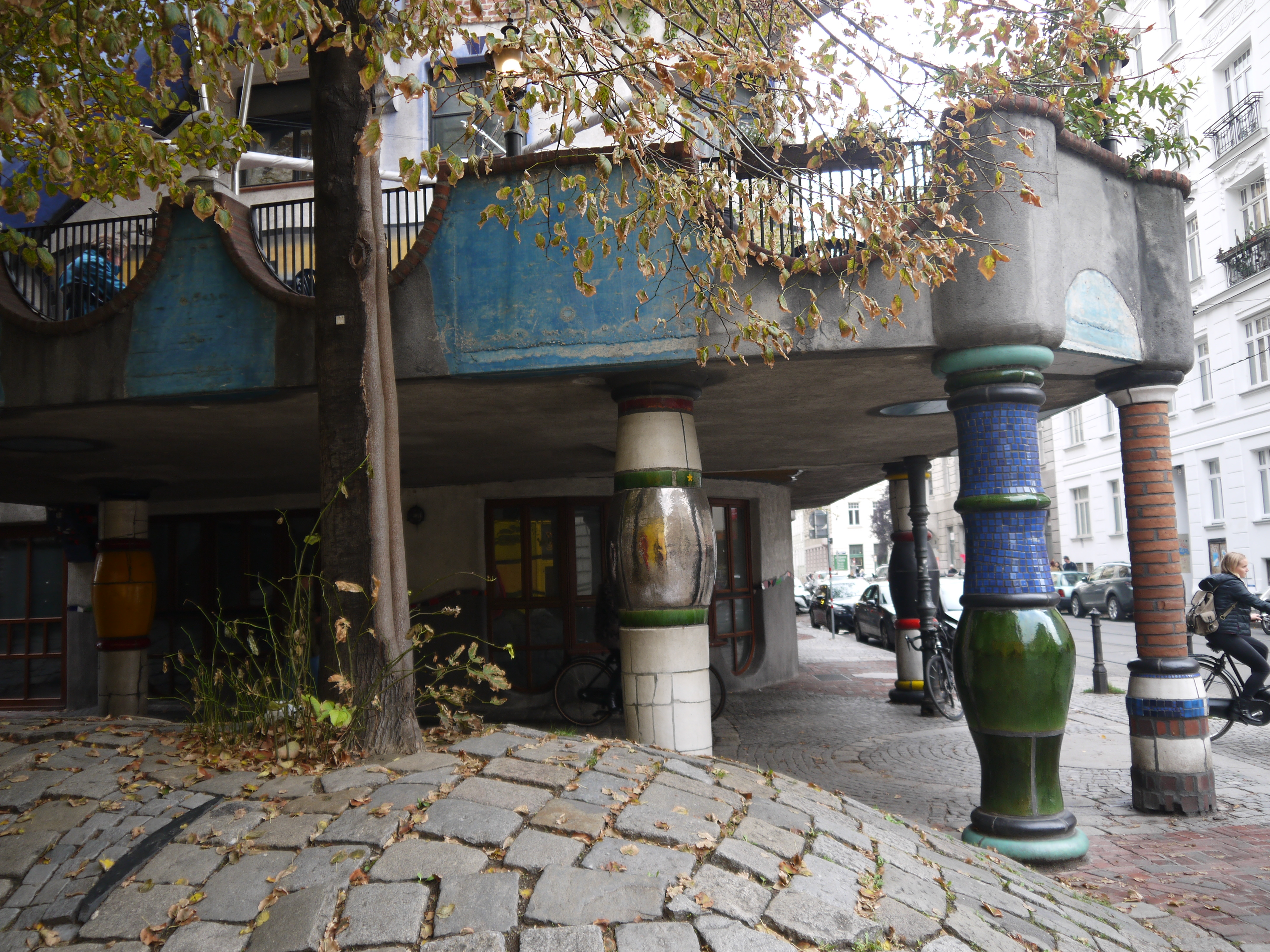
Hundertwasserhaus